# سارگیس تونویان
سارگیس تونویان (ارمنی: Սարգիս Տոնոյանը؛ زادهٔ ۱۲ ژانویهٔ ۱۹۸۸ در گیومری) یک کشتی‌گیر رشته فرنگی اهل ارمنستان است که در جام جهانی کشتی ۲۰۱۳ در تهران موفق به کسب مدال طلا شد. تونویان در جام جهانی کشتی ۲۰۱۰ در ایروان نیز به رقابت پرداخت.